# بولين فانيه
بولين فانيه (بالفرنسية: Pauline Vanier)‏ (و. 1898 – 1991 م) هي دبلوماسية كندية، ولدت في مونتريال، توفيت عن عمر يناهز 93 عاماً.

## مناصب
تولت منصب مستشار جامعة أوتاوا (1966–1973).

## جوائز
حصلت على جوائز منها:
- قائد الفنون والآداب (17 يناير 2013)[5]
- جائزة المنافسة العامة  [لغات أخرى]‏ (1946)